# Anne Charles Sigismond de Montmorency-Luxembourg
Anne Charles Sigismond de Montmorency-Luxembourg (Parigi, 15 ottobre 1737 – Lisbona, 13 ottobre 1803) è stato un nobile e politico francese.

## Biografia
Figlio di Charles Anne Sigismond de Montmorency-Luxembourg e di Marie-Etiennette de Bullion-Fervacques (1712 - 1749), succedette al cugino Carlo II Federico di Montmorency-Luxembourg come IX Duca di Piney-Luxembourg).
Tenente generale della provincia d'Alsazia, fu dignitario della massoneria ed affiliato naturalmente della loggia di Saint-Jean-de Montmorency-Luxembourg dal 1762 al 1789 e, a partire dal 1773, anche a quella di Saint-Jean de Chartres. Infine, dal 1773 al 1789, fu amministratore generale del Grande Oriente di Francia.
Amico di Charles Robert de Boislandry, fu invece uno dei più tenaci avversari di Philippe Egalité, il duca d'Orléans, gran maestro del Grande Oriente francese. Fu deputato agli Stati Generali del 1789 per la circoscrizione di Poitiers e venne nominato nel giugno di quell'anno al ruolo di presidente della fazione dei nobili. Aprimi sentori della rivoluzione emigrò a Londra e poi dal luglio del 1789 si trasferì subito a Lisbona dove morì in esilio nel 1803.

## Matrimonio e figli
Il 9 aprile 1771, Anne Charles sposò Madeleine Suzanne Adélaïde de Voyer de Paulmy d'Argenson (1752-1813), dama di palazzo della regina nel 1774, figlia del Segretario di Stato per la Guerra. De questo matrimonio nacquero i seguenti figli:
- Anne Henri René Sigismond de Montmorency-Luxembourg (16 febbraio 1772 - 19 ottobre 1799), Duca di Châtillon, sposato il 21 ottobre 1793 a Bruxelles con Marie-Anne (1774-1826), figlia di Chrétien Joseph Ernest Grégoire de Lannoy (1731-1822), conte de La Motterie. La coppia non ebbe eredi;
- Bonne Charlotte Renée Adélaïde (29 aprile 1773 - 6 settembre 1840), sposata il 14 maggio 1788 con Anne Adrien Pierre de Montmorency-Laval, duchessa di Laval;
- Charles Emmanuel Sigismond de Montmorency-Luxembourg (27 giugno 1774 - 5 marzo 1861), XI duca di Piney-Luxembourg, V duca di Châtillon. Non ebbe eredi;
- Marie Madeleine Charlotte Henriette Émilie (13 aprile 1778 - 30 agosto 1833), sposata il 7 ottobre 1791 a Lisbona con Miguel Caetano Álvares Pereira de Mello, duca di Cadaval (della casata di Braganza).

## Stemma
| Image | Stemma                                                                                       |
| ----- | -------------------------------------------------------------------------------------------- |
| \| \| | Anne Charles Sigismond de Montmorency-Luxembourg Duca di Châtillon, duca di Piney-Luxembourg |
|       |                                                                                              |